# Боголюбов Петро Яковлевич
Петро Яковлевич Боголюбов (нар. 25 листопада 1912, Миколаїв, Російська імперія — пом. ?, СРСР) — радянський футбольний тренер та арбітр.

## Життєпис
Народився в Миколаєві в робітничій сім'ї. Закінчив 6 класів робітничої школи та ФЗУ. З 1928 по 1931 рік навчався в морському технікумі. По завершенні військової служби працював на заводі 2000 майстром-контролером. З 1938 року працював арбітром, обслуговував міські футбольні змагання. Напередодні приходу німецьких окупаційних військ допомагав створювати окопи поблизу села Себіно. Під час Німецько-радянської війни працював на заводі «Північна верф», паралельно з цим був членом підпільної організації «Патріоти Родіни» (керівник — І.В. Козодеров), яка діяла в Миколаєві. У червні 1945 року прийнятий на роботу механіком гаража цеху №15 заводу 445 (імені 61-о комунара), а з 16 червня того ж року працював інструктором-методистом завкому ДСТ «Суднобудівник». У грудні 1946 року отримав республіканську суддівську категорію.
По завершенні війни розпочав кар'єру футбольного тренера. З 2 червня 1947 року, після звільнення з заводу, відправився на 2-річні тренерські курси до Москви. Паралельно з навчанням, з 1947 по 1949 рік працював начальником команди у львівському «Спартаку». У 1951 році очолив іншу львівську команду, «Динамо». З другої половини 1959 року до кінця 1960 року тренував тернопільський «Авангард». Після цього очолив сєвєродонецький «Хімік». У 1962 році виїхав до Середньої Азії, де працевлаштувався начальником команди «Алга» (Фрунзе), де займав посади начальника команди (1962, 1964) та головного тренера (1963). На початку 1966 року очолив палодарський «Іртиш», в якому пропрацював до вересня 1966 року. З початку 1968 року й до серпня 1968 року тренував «Хвилю» (Кизилорда). У 1969 році — головний тренер «Граніту» (Тетюхе). У 1970 році тренував «Уралець» (Уральськ).